# Zud (clima)
Lo zud o dzud (mongolo: Зуд) è un termine mongolo che indica un inverno particolarmente nevoso, in cui gli animali non sono in grado di trovare foraggio attraverso la copertura di neve, e un gran numero di animali muoiono a causa della fame e il freddo. Il termine è usato anche per altre condizioni meteorologiche, soprattutto in inverno, che rendono impossibile il pascolo del bestiame.